# JASP
JASP (akronim od Jeffreys’s Amazing Statistics Program) – program służący do analizy statystycznej, rozwijany w ramach ruchu wolnego i otwartego oprogramowania. JASP został zapoczątkowany na Uniwersytecie w Amsterdamie i oparty jest na języku programowania R. Program oferuje analizy statystyczne w formie zarówno klasycznej, jak i bayesowskiej.
JASP jest darmowy dla wszystkich użytkowników oraz nie ma żadnych restrykcji związanych z jego wykorzystywaniem. Program jest dostępny w następujących wersjach językowych: angielskiej, niderlandzkiej, niemieckiej, francuskiej, portugalskiej, chińskiej, japońskiej, polskiej, rosyjskiej, hiszpańskiej, indonezyjskiej i galicyjskiej. Kolejne wersje językowe są wciąż rozwijane.
Oprócz powszechnie wykorzystywanych procedur statystycznych (jak np. analiza wariancji czy analiza regresji), program oferuje również bardziej specjalistyczne analizy, takie jak uczenie maszynowe, kontrola jakości, metaanaliza.
Nazwa programu jest akronimem od słów Jeffreys’s Amazing Statistics Program, mającym być wyrazem uznania dla pioniera statystyki bayesowskiej sir Harolda Jeffreysa.